# Фанат (фильм, 2019)
«Фанат» (англ. The Fanatic) — американский криминальный психологический триллер 2019 года. Основная часть съёмок прошла в городе Бирмингем (Алабама) (хотя по сюжету действие разворачивается в Лос-Анджелесе), рабочим названием было «Лось» (англ. Moose).

## Сюжет
Лось — пожилой аутист, зарабатывающий себе на жизнь уличными выступлениями на Голливудском бульваре. Также он является заядлым поклонником кино, особенно актёра боевиков Хантера Данбэра. Подруга Лося, папарацци Лиа, показывает ему приложение, через которое можно узнать домашние адреса знаменитостей, и Лось, выяснив, где живёт его кумир, приходит к своему любимому актёру, чтобы получить автограф, но Данбэр грубо прогоняет его. Лось возвращается к его дому снова и снова, и в очередной раз случайно убивает его домработницу.
Наконец Лосю удаётся пробраться в спальню к своему любимому актёру, он привязывает Данбэра к кровати, пока тот спит, и начинает издеваться над ним. Сначала Лось имитирует самоубийство, потом переодевается в Джейсона Вурхиза и делает вид, что хочет убить актёра ножом. Данбэр просит развязать его, обещая автограф и дружбу, Лось, поверив, освобождает актёра, но тот, едва избавившись от пут, едва не убивает слабоумного из припрятанной винтовки. В итоге Данбэр отпускает раненого Лося. Он, рыдающий и истекающий кровью, бродит по улицам Голливуда, а наивные туристы просят сфотографироваться с ним, думая, что его раны — это искусный грим. К счастью, он встречает Лию, которая отвозит его в больницу.
В конце фильма Хантеру Данбэру предъявляют обвинение в убийстве своей домработницы.

## В ролях
- Джон Траволта — Лось, аутист, уличный актёр[англ.]
- Девон Сава — Хантер Данбэр, актёр боевиков
- Ана Голджа[англ.] — Лиа, папарацци
- Джейкоб Гродник — Тодд
- Джеймс Пэкстон — Тощий
- Джош Ричмен — Аарон
- Джефф Чейз[англ.] — охранник
- Луис Да Силва[англ.] — Луис
- Рене Аранда[англ.] — туристка
- Денни Мендес[англ.] — Аманда
- Ник Лорен[англ.] — мужчина, целующий мать Лося
- Джон Шверт[англ.] — бармен

## Критика
Премьера фильма состоялась 30 августа 2019 года в немногих кинотеатрах США и Мексики, после чего он стал транслироваться только на стриминговых платформах. В первый день показа лента собрала всего 3153 доллара в 52 кинотеатрах, что стало грандиозным кассовым провалом (четвёртый подряд провал для Траволты). В дальнейшем картина получила в основном отрицательные отзывы от критиков.
- National Public Radio. «…Заметное снижения уровня по сравнению с лентами „Образование Чарли Бэнкса“ и „Аутсайдеры[англ.]“… Это жалкая психодрама… Закадровое повествование наполнено клише… Куча сцен, где Траволта явно переигрывает…»[3]
- The New York Times. «…фильм очерчивает границу, отделяющую просто несвежее от подлинно прогорклого…»[4]
- Variety. «…это эрзац-триллер об одержимости простодушного стареющего фаната своим кумиром-кинозвездой… Слабый сценарий, нет даже уверенности в том, что это действительно триллер…»[5]
- RogerEbert.com. «…„Фанат“ ненавидит фанатов. Он ненавидит актёров. Он ненавидит туристов, владельцев магазинов и слуг. Он очень, очень ненавидит аутистов. И он ненавидит тебя. Это фильм, который думает, что вы идиот, кто-то, кто не видит сквозь его мелкие провокации нелогичное поведение и мерзкую мизантропию…»[6]
- Рекс Рид. «…дешёвая и дрянная катастрофа… дебильный сценарий…»[7]
- Dread Central. «…захватывающий инди с подлинным саспенсом… Джон Траволта и Девон Сава великолепны…»[8]

## Награды и номинации
| Год  | Премия         | Категория        | Лауреат(ы)                                     | Результат |
| ---- | -------------- | ---------------- | ---------------------------------------------- | --------- |
| 2020 | Золотая малина | Худший фильм     | Даниэль Гродник, Оскар Генерейл и Билл Кенрайт | Номинация |
| 2020 | Золотая малина | Худшая режиссура | Фред Дёрст                                     | Номинация |
| 2020 | Золотая малина | Худший актёр     | Джон Траволта                                  | Победа    |